# Apristurus canutus
Apristurus canutus – gatunek ryby chrzęstnoszkieletowej z rodziny Pentanchidae, występujący w zachodnio-środkowym Oceanie Atlantyckim u wybrzeży Wysp Nawietrznych na głębokości około 1000 metrów. Samce mierzą 43 cm, a samice 45 cm. Podobnie jak inne Pentanchidae, jest jajorodny.